# Замок Фусими
Замок Фусими (яп. 伏見城 фусими-дзё:) — замок в Японии, другое название — замок Момояма. Располагается в одноимённом районе Фусими, г. Киото.
Замок был построен в нескольких милях к югу от Киото Тоётоми Хидэёси в период с 1594 года по 1596 год. В 1600 году замок после осады захватил полководец клана Тоётоми Исида Мицунари.

## История
Замок был построен по приказу Тоётоми Хидэёси в период 1594—1596 гг. (по другим данным 1592—1594 гг.). и представлял собой крепость равнинно-горного типа хираяма-дзиро (яп. 平山城 хираяма-дзиро). Холм, на котором располагался замок, назывался Момояма. От него замок Фусими и получил своё второе название — замок Момояма. Причины, по которым было выбрано именно это место, носили одновременно и практический, и сакральный характер. Помимо стратегического положения замка, прикрывавшего столицу Киото с южного направления, на этом холме так же был погребён 50-й император Японии Камму, основатель столицы. Кроме того, сам Хидэёси планировал сделать замок Фусими своей главной резиденцией после передачи власти своему сыну Хидэёри.

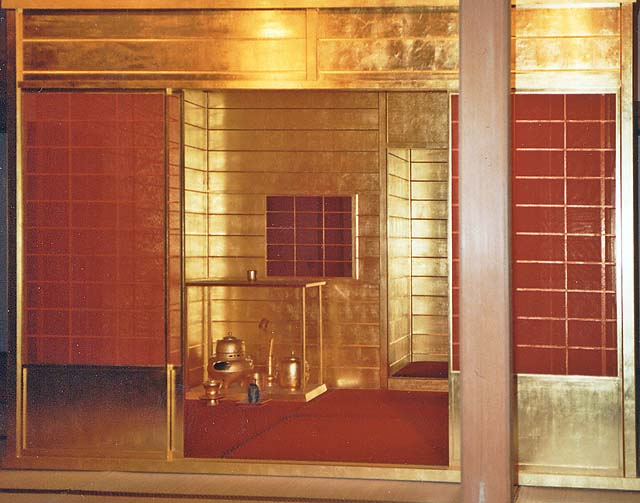
Золотая чайная комната в копии замка Фусими 1964 года

В строительстве замка участвовало около 20-30 тысяч человек, присланных на строительные работы даймё более 20 провинций. Крепость строилась одновременно в качестве замка и резиденции для Тоётоми Хидэёси, что сказалось и на его внешнем виде. Наиболее ярким и известным примером богатого оформления замка Фусими является Золотая чайная комната, практически полностью покрытая сусальным золотом. Помимо самого укрепления, было так же изменено течение реки Удзи таким образом, чтобы по ней и реке Йодо от замка Фусими можно было добраться до Внутреннего японского моря. В 1594 году постройка крепости наконец завершилась. Однако всего через год замок пострадал от сильного землетрясения и в 1595 году его пришлось фактически строить по новой.

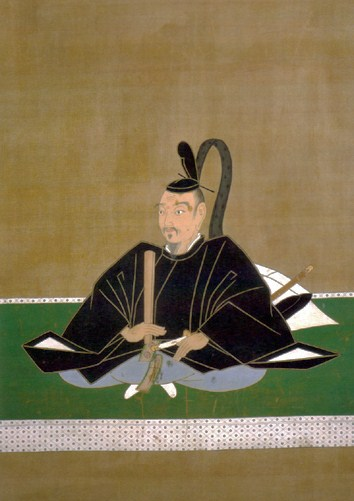
Тории Мототада, возглавивший героическую оборону замка Фусими во время осады 1600 года

После смерти Тоётоми Хидэёси в 1598 году, Токугава Иэясу назначает правителем замка Тории Мототада. В 1600 году начинается противостояние между сторонниками Токугава Иэясу и Исида Мицунари. 27 августа 1600 года крепость с гарнизоном в 1.800 человек была осаждена армией Западной коалиции, насчитывавшей до 40.000 человек. Замок Фусими держался до 8 сентября, когда из-за предательства внутри крепости часть замковых укреплений была подожжена изнутри и разрушена. Тории Мототада, получив предварительный приказ от Токугава Иэясу держать крепость как можно дольше, вместе со своими людьми сражался ещё некоторое время, однако позже вместе с оставшимися воинами был вынужден совершить самоубийство. Замок был взят войсками Исида Мицунари. Во время осады погибло порядка 1.800 защитников. Осаждавшие же потеряли около 3.000 человек.
В 1602 году крепость была восстановлена Токугавой Иэясу. В 1603 году в замке Фусими проводится церемония получения Токугавой Иэясу титула сёгуна, а крепость становится ставкой сёгуна. В 1605 году в замке Фусими происходит церемония передачи титула сёгуна от Иэясу его сыну, Токугаве Хидэтада. Однако фактический переход власти от рода Тоётоми к Токугава делает статус крепости всё менее значимым. В 1619 году было принято решение уничтожить замок Фусими. Этот процесс завершился в 1625 году, когда по итогу замок был разобран, а части бывших крепостных укреплений были использованы в строительстве и ремонтных работах других храмов и крепостей Японии, например, замка Фукуяма и Осака.
В 1964 году неподалёку от оригинального местоположения была возведена копия оригинального замка Фусими, которая на данный момент закрыта для общественных посещений.